# Cima del Burel
La cima del Burel (2.288 m s.l.m.), detta anche semplicemente Burel, è una montagna nel Gruppo della Schiara nelle Dolomiti bellunesi.

## Caratteristiche
Burel è una parola del dialetto bellunese che significa burrone o canalone dirupato. Il nome deriva dall'aspetto del versante meridionale della montagna, caratterizzato da una parete verticale di circa 1.500 m di dislivello.
Il precipizio del Burel fu conquistato per la prima volta soltanto nel 1967: dal 15 al 18 agosto i polacchi Jerzy Brudny, Kazmir Liszka, Jan Junger e Adam Trzaska superarono la parte alta, al di sopra della grande banca, mentre dal 21 al 25 agosto furono Roman Bebak, Janusz Ferenski e Ryszard Zawadzki (sempre polacchi) con i bellunesi Giorgio Garna e Gianni Gianeselli, a vincere l'intera muraglia. Nel 1968 vi fu la prima ripetizione, ad opera di Reinhold Messner e Konrad Renzler. Nel 1974, dal 14 al 19 marzo, la via fu ripetuta in prima invernale da Franco Miotto e Riccardo Bee che nel 1977, insieme, tornarono in cima passando prima da una parte e poi dall'altra rispetto alla linea polacco-bellunese.

## Ascensione alla vetta
La via normale parte dal Rifugio Bianchet. L'itinerario è al limite tra escursionismo ed alpinismo, essendo classificato EE-F.
Esistono poi diverse vie di tipo alpinistico; oltre alla già citata "via italo-polacca", si possono citare la Direttissima allo spigolo sud-ovest, e lo spigolo sud; entrambe le vie furono aperte da  Riccardo Bee e Franco Miotto, e presentano difficoltà fino al VI grado.
-La via italo-polacca al Burel aggredisce direttamente la grande voragine della parete sud-ovest e si sviluppa per più di 1200 metri da basamento. Essa segue con precisione la linea di fondo della rientranza a parte una deviazione sotto la grande banca ed una traversata a destra per evitare i grandi soffitti della parte alta. L'attacco della via, oltre ad essa in quanto tale, rappresenta un altro notevole problema in quanto si trova nell'alta Val di Piero e comprende la risalita di un buon terzo della valle in ambiente impervio e 300 m supplementari di IV e V UIAA. Dislivello: 1150 m, sviluppo oltre 1200, difficoltà: V - VI e passi di A1 e A2, roccia a tratti buona ed a tratti marcia.
-Una grande realizzazione del Burel è rappresentata anche dalla Miotto-Bee di sinistra, aperta dai due formidabili bellunesi dal 2 al 6 marzo del 1977. Trattasi di una vera super-diretta ancora più ardua della via polacca, in quasi totale arrampicata libera, eccetto 10 m di A2, essa non è neppure interrotta dalla grande banca ghiaiosa mediana che qui si riduce ad una esile cornice. Questa via vince i grandi soffitti per le strapiombanti placche di sinistra cercando i punti più deboli della parete. Dislivello: 1200 m, sviluppo: 1300, difficoltà: V - VI e 10 m di A2.
-La via del diedro di destra sale una logica successione di 2 grandiosi diedri lungo il filo dello spigolo sud-ovest. È la via più logica ed elegante della grande parete sud-ovest aperta dalla cordata Miotto-Bee nel 1977 in due riprese a causa del maltempo. Supera un dislivello di 1200 m e difficoltà di V - VI e A2-A3 UIAA. Il tiro chiave della via, all'inizio del gran diedro di destra supera una successione di ben 6 tetti. La via risulta come logica successione di due grandi diedri che solcano rispettivamente a sinistra ed a destra il pilastro SSO, avvolgendolo a spirale.
-La via Direttissima che, segue anch'essa una serie di due grandi diedri appena accanto al filo dello spigolo sud-ovest, raddrizzando la linea del gran diedro di destra. Imbocca, nella parte alta, un secondo grande diedro molto aperto a sinistra della via precedente. È la via più difficile della Schiara ed una delle grandi imprese sulle Dolomiti Bellunesi e sulle Alpi Orientali. Aperta nel settembre del 1980 dalla cordata Miotto-Saviane. Supera 1200 m di altezza e difficoltà sostenute di VI e A2 - A3 UIAA sostenute lungo l'intera linea di diedri e fessure.
-La via di destra sale a zig-zag una successione di fessure che permettono di districrsi nella gigantesca fascia di tetti che cinge la parete sud-ovest, rimanendo tra la direttissima e la italo-polacca, supera un dislivello di 550 m, dalla grande banca ed è stata aperta in solitaria da Riccardo Bee nel luglio del 1980. Le difficoltà sono di VI e A3 UIAA. È una via particolarmente difficile e complessa, anche se più corta delle sorelle.
-La via Goedeke è un'altra famosa e difficile realizzazione sulle muraglie del Burel, solca la parete sud giusto al centro, cercandone i punti più vulnerabili. È stata pareta da Godeke ed Herbst nel 1967 e ripetuta in solitaria da R. Messner. Dislivello: 550 m, difficoltà: V e V+ con 2 pp di VI- o di artificiale.
-La via diretta alla parete nord-ovest è una grande realizzazione di Franco Miotto e Riccardo Bee, che vince un marcato sistema di fessure sopra la "Fratta del Moro". È stata aperta prima delle grandi vie del pilastro sud-sud-ovest ed ha difficoltà leggermente minori rispetto ad esse ma si svolge in ambiente severo ed isolato e con un approccio lungo e complesso. Altezza: 600 m, sviluppo: 700 m, difficoltà: IV, V, V+.
Sulle pareti del Burel esistono numerose altre vie di rilievo quali la via degli Scoiattoli alla parete sud, altre 2 di Bee sulla stretta parete sud-est e la bella cresta ovest che sale dalla Fratta del Moro con passi di IV e V.
I versanti meridionali della montagna sono attraversati da una grossa cengia detritica detta "grande banca mediana" che costituisce il punto di partenza per numerosi itinerari del Burel e consente anche una ritirata da alcune vie. Alla base della parete sud-ovest, vi è una caverna con sorgente.